# Panotrogus grossepunctatus
Panotrogus grossepunctatus är en skalbaggsart som beskrevs av Keith 2006. Panotrogus grossepunctatus ingår i släktet Panotrogus och familjen Melolonthidae. Inga underarter finns listade i Catalogue of Life.